# Stowting
Stowting è un villaggio e parrocchia civile dell'Inghilterra, appartenente alla contea del Kent. Si trova a 6 miglia (9,7 km) a est di Ashford, 7 miglia (11 km) a nord-ovest di Folkestone e 10 miglia (16 km) a sud di Canterbury.

## Storia
Il toponimo Stowting è anglosassone e significa "luogo caratterizzato da un tumulo". Era noto al tempo del Libro di Domesday come Stotinges ed Estotinges, e in documenti successivi era chiamato Stutinges e Stowling.
Il maniero di Stowting fu donato da Egelric Bigge alla Chiesa di Cristo di Canterbury nell'anno 1044. La chiesa parrocchiale risale al XIII secolo, con molte aggiunte e modifiche successive. È dedicata a Santa Maria ed è costruita in selce con rivestimenti in pietra e una torre in selce. È un edificio classificato di II grado. A ovest della chiesa si trovano i resti di un tumulo di castello, considerato un esempio particolarmente bello di castello normanno motte-and-bailey. Nel 1947, un Douglas C-47A si schiantò sulla collina sopra il villaggio, uccidendo otto delle 16 persone a bordo.